# Conduct Unbecoming
Conduct Unbecoming (literalment en català, "Conducta indecorosa") és una pel·lícula dramàtica britànica del 1975, una adaptació de l'obra de teatre de Barry England Conduct Unbecoming, estrenada el 1969. Fou dirigida per Michael Anderson i protagonitzada per Michael York, Susannah York, Richard Attenborough i Trevor Howard. Fou projectada com a part de la selecció oficial del Festival Internacional de Cinema de Sant Sebastià 1975.

## Argument
Al voltant de 1880, dos joves oficials britànics s'uneixen a un regiment a l'Índia. Un, el tinent Drake (Michael York), de classe mitjana, està molt desitjat d'integrar-se, mentre que l'altre, el tinent Millington (James Faulkner), fill d'un general, té ganes de sortir al més aviat possible i deliberadament s'enfronta als seus companys oficials. Els dos nouvinguts aprenen les tradicions del regiment, un dels quals és un joc d'embolic en què persegueixen un porc de fusta sobre rodes, intentant perforar el seu anus amb les seves espases.
Mrs Scarlett (Susannah York),, la coqueta i atractiva vídua d'un capità que va ser premiat pòstumament amb la Creu Victòria, és una presència constant al regiment. Una nit en un ball multitudinari, Millington s'embriaga i intenta seduir la senyora Scarlett al jardí. Ella el repel·leix, però instants després torna al ball ferida i en xoc, afirmant que el culpable era Millington. S'organitza un tribunal marcial informal –més una farsa judicial que qualsevol altra cosa– en el que s'ordena a Drake ser el defensor de Millington. Tot i que el seu oficial superior pressiona Drake per declarar culpable Millington i tancar el cas ràpidament, comença a impugnar les ordres per donar un judici just a l'acusat. Drake s'assabenta per un servent indi que una altra vídua va patir un atac similar amb una espasa sis mesos abans, abans que ell i Millington hi arribessin. Després d'aportar proves irrefutables, finalment la Sra. Scarlett admet que no va ser Millington qui la va atacar, però no dirà qui és el culpable. Millington, ara que indiscutiblement s'ha demostrat que és innocent, és ben rebut pels seus germans oficials; però Drake, disgustat de la veritat que ha descobert, dimiteix. Un oficial sap qui és el culpable i, amagant Drake a l'ombra perquè pugui presenciar el que ha de passar, s'enfronta al culpable en privat a l'escena final.

## Repartiment
- Michael York - Tinent Drake
- Richard Attenborough - Major Roach
- Trevor Howard - Coronel Strang
- Stacy Keach - Capità Harper
- Christopher Plummer - Major Wimbourne
- Susannah York - Mrs Scarlett
- James Faulkner - Tinent Millington
- James Donald - doctor
- Michael Culver - Tinent Fothergill
- Persis Khambatta - Mrs. Bandanai
- Helen Cherry - Mrs. Strang
- Michael Fleming - Tinent Frank Hart
- David Robb  - 2n Tinent Winters
- David Purcell - 2n Tinent Boulton
- Andrew Lodge - 2n Tinent Hutton
- David Neville - 2n Tinent Truly
- Michael Byrne - 2n Tinent Toby Strang
- Jamila Massey - Servant

## Producció
L'obra de Barry England es va estrenar el 1969 i va tenir una curta temporada a Broadway l'any següent.
La pel·lícula va ser realitzada per Michael Deeley, que recentment s'havia convertit en director general de British Lion Films, i va ser parcialment finançada a través d'un acord fiscal dels Estats Units. Deeley va dir que hi havia escrits diversos guions, incloent-ne un de Terence Rattigan, que Deeley diu que va costar 250.000 £. Va dir que tots ells "no van aconseguir trencar l'adaptació", però que hi havia "una solució molt senzilla, que va ser tornar als escenaris i traure el màxim de diàleg possible. Robert Enders va oferir un guió perfecte per aquests mitjans."
Deeley va contractar a Michael Anderson per a la direcció, en part perquè era eficient, i la pel·lícula es va rodar als Estudis Shepperton durant quatre setmanes a partir de mitjan novembre de 1974. Això va significar que els cineastes van tenir cinc setmanes abans de tancar l'estudi durant el Nadal. Deeley diu que "la pel·lícula va funcionar com un rellotge". La veterana Elizabeth Haffenden va dissenyar els vestits en la seva producció final de cinema.

## Recepció
Deeley va assegurar que la pel·lícula va estar "ben feta, al preu just i complint completament l'objectiu de British Lion - guanyar diners".